# Voigtländische Staatseisenbahn

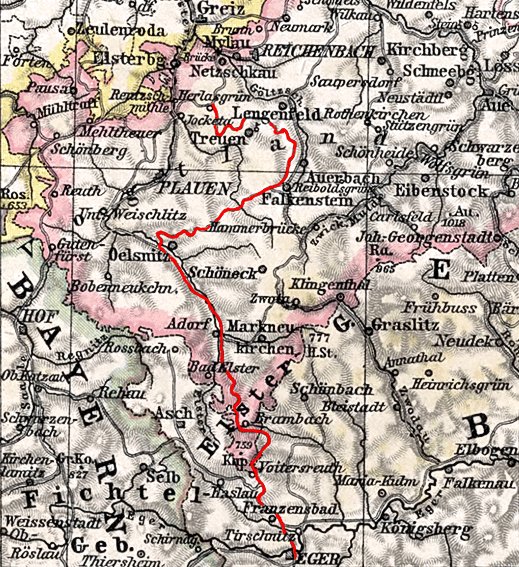
Karte der Voigtländischen Staatseisenbahn (1905)

Als Voigtländische Staatseisenbahn (kurz: Voigtl. Sts. E. B.) wurde ursprünglich eine durch den sächsischen Staat erbaute Eisenbahnverbindung im sächsischen Vogtland bezeichnet. Die Strecke begann im Abzweigbahnhof Herlasgrün an der Sächsisch-Bayerischen Staatseisenbahn und führte über Falkenstein, Oelsnitz und Bad Elster ins böhmische Eger. In Betrieb sind heute nur noch die Abschnitte Herlasgrün – Falkenstein und Oelsnitz – Eger (heute: Cheb).

## Geschichte
Schon beim Bau der Sächsisch-Bayerischen Eisenbahn war im Vogtland eine Linienführung erörtert worden, die weiter südlich über Lengenfeld und Auerbach verlaufen wäre. 1856 bestanden dann erste konkrete Projekte, die eine Zweigbahn von der Sächsisch-Bayerischen Eisenbahn in Richtung Böhmen vorsahen. Ein Eisenbahnkomitee in Oelsnitz favorisierte im November 1856 eine Eisenbahnverbindung durch das Elstertal von Gera über Plauen, Adorf, Elster und Asch nach Eger. Ein Auerbacher Komitee favorisierte hingegen die später realisierte Variante von Herlasgrün aus.
Im Herbst 1858 begannen die Projektierungsarbeiten für eine Bahn von Plauen aus, die jedoch während des österreichisch-französischen Krieges 1859 unterbrochen wurden. Erst als in Sachsen das bayerische Vorhaben einer Verbindung Hof – Eger bekannt wurde, kam neue Bewegung in das Projekt. Nunmehr wurde allerdings die Verbindung von Herlasgrün über Auerbach und Falkenstein favorisiert. Am 21. Juni 1861 wurde der Bau der Voigtländischen Staatseisenbahn über Auerbach im sächsischen Landtag beschlossen.
Wenig später begannen die Vermessungsarbeiten an der neuen Bahn. Große Probleme bereitete die Trassenführung auf böhmischem Gebiet, stellten sich doch die Gemeinden Fleißen und Wildstein gegen den Bau der Strecke. Die benötigten Grundstücke wurden dem sächsischen Staat derart überteuert zum Kauf angeboten, dass man letztlich südlich des Kapellenberges eine Trassenführung wählte, die nochmals über sächsisches Gebiet führte.
Später trat die Stadt Eger von ihrer Finanzierungszusage für den Bau der Strecke zurück. Zur Minimierung der Kosten wurde letztlich sogar eine gemeinsame Trassenführung mit der Hof-Egerer Eisenbahn auf böhmischen Gebiet beschlossen.
Am 1. Juni 1863 begann der Bau der Strecke mit den bauvorbereitenden Arbeiten. Am 25. November 1863 erfolgte die Grundsteinlegung am Egerviadukt. Im Juni 1864 waren über 9000 Arbeiter auf der Streckenbaustelle beschäftigt.
Für den Bau und den Betrieb des auf österreichischem Staatsgebiet (Böhmen) gelegenen, von der königlich-sächsischen Regierung zu finanzierenden Teils der Strecke, der Voithersreuth-Egerer Eisenbahn wurde in Wien, am 30. November 1864 ein (vier Wochen später ratifizierter) Staatsvertrag zwischen Oesterreich und Sachsen über den Anschluss der Bahn an die böhmischen Eisenbahnlinien abgeschlossen. Im Kontrakt festgelegt war u. a. auch der Anschluss der Voithersreuth-Egerer Eisenbahn an die von der baierischen Ostbahn-Gesellschaft herzustellende Strecke Waldsassen – Eger.
Am 1. November 1865 wurde die Strecke zeitgleich mit der bayerischen Verbindung Hof – Eger eröffnet. Die Kosten für den Bau der Voigtländischen Staatseisenbahn wurden später mit insgesamt 6,1 Millikonen Taler angegeben.
Vor allem in Plauen und Oelsnitz forderte man jedoch weiter eine direkte Strecke von Plauen aus, wie sie bereits 1856 angedacht gewesen war. Der Plauener Stadtrat wandte sich mehrmals mit Petitionen an die sächsische Regierung, um den Bau dieser Trasse doch noch zu erreichen. Am 7. Mai 1868 wurde die Strecke Plauen – Oelsnitz im sächsischen Landtag genehmigt. Am 1. November 1874 wurde die Strecke eröffnet.
Für weitere Informationen zur Voigtländischen Staatseisenbahn siehe Hauptartikel:
- Bahnstrecke Herlasgrün–Oelsnitz
- Bahnstrecke Plauen–Cheb